# Monument op de Joodse begraafplaats (Muiderberg)
Het monument op de Joodse begraafplaats in Muiderberg herinnert aan de in de Tweede Wereldoorlog omgekomen joden.

## Achtergrond
Het monument op de Joodse begraafplaats werd opgericht ter nagedachtenis aan de duizenden Joden die tijdens de Holocaust tijdens de Tweede Wereldoorlog uit Amsterdam werden weggevoerd en zijn omgebracht in concentratiekampen. Onder hen jongens die tijdens een godsdienstoefening op de sjabbat door de Grüne Polizei werden weggevoerd uit de Obrechtsynagoge in Amsterdam en werden vermoord.
Architect Heinrich Schöngut ontwierp het monument, dat in mei 1948 werd onthuld in aanwezigheid van onder anderen opperrabbijn Justus Tal en de Amsterdamse burgemeester Arnold Jan d'Ailly.

## Beschrijving
Het gedenkteken bestaat uit een gedenkmuur in rood baksteen met aan de linkerzijde twee staande natuurstenen zuilen, waarvan de rechter wordt bekroond door een bronzen davidster. Voor de muur liggen 28 zerken, in de muur zijn twee plaquettes ingemetseld. Op de linker plaquette staat: 

GIJ DIE IN LEVEN HIER STAAT, GEDENKT ISRAELS KINDEREN WEGGESLEEPT NAAR DE MOORDKAMPEN IN DE JAREN 5701 - 5705 
HUN ZETEL ZIJ ONDER DE VLEUGELEN VAN GODS MAJESTEIT'

Op de linker zuil en de rechter plaquette is een tekst in het Hebreeuws aangebracht.